# Карл Клузіус
Карл Клузіус (лат. Carolus Clusius або нід. Karl Clusius) або Шарль де л'Еклюз (фр. Charles de l’Écluse), 19 лютого 1526 — 4 квітня 1609) — нідерландський, французький ботанік, один з найважливіших європейських ботаніків XVI століття, вважається головним ботаніком свого часу, центральна фігура в обширній європейської мережі обмінів рослинами, основоположник голландської індустрії цибулинних рослин, професор ботаніки, міколог, «батько мікології», лікар, натураліст та гуманіст.

## Біографія
Карл Клузіус народився у місті Аррас 19 лютого 1526 року в багатій, добре освіченій католицькій родині. Батько Клузіуса, Мішель де Леклюз, був дворянином та служив радником в провінційному суді Артуа. Навчався Карл Клузіус у Швейцарії, у Німеччині та у Франції. Він вивчав юриспруденцію
та філософію у Гентському університеті. На початку 1550 року Клузіус провів деякий час у Швейцарії; у 1551 році він перебував у Монпельє, займаючись з професором Гійомом Ронделе. Середовище Монпельє з його багатством рослин особливо підходила для розвитку схильностей Клузіуса до ботаніки; за ці роки він вивчив не менше восьми мов та отримав великі знання з широкого кола питань. Карл Клузіус міг читати фламандською, французькою, німецькою, грецькою, італійською, іспанською та латинською мовою. Він також займався самостійним вивченням португальської мови. Першою публікацією Клузіуса був французький переклад роботи Ремберта Додунса"Cruydt-Boeck", опублікований у Антверпені у 1557 році. Карл Клузіус був радником князів та аристократів у різних європейських країнах.
Один сучасник описував Клузіуса як батька усіх красивих садів у Європі. На момент народження Карла Клузіуса сади мало змінилися з VIII століття; Клузіус відіграв в їх зміні значну роль. Ботаніка ставала самостійною дисципліною та більше не розглядалася як галузь медицини; рослини були цікавими не тільки через свої лікарські та кулінарні властивості, а Клузіус був одним з перших у Північній Європі, хто визнавав рослини самі по собі, оцінюючи їх красу й використання.
Карла Клузіуса було запрошено до Відня для створення ботанічного саду; він був директором ботанічного саду у Відні (1573–1587) при дворі імператора Максиміліана II. Заступництво імператора дало йому можливість подорожувати по всій Європі, збираючи інформацію для своїх ботанічних досліджень, та впровадити ряд нових рослин знайдених за межами Європи.
Клузіус сприяв введенню культури картоплі у Європі, а також ввів у Нідерландах тюльпани. Вважається також, що він ввів у західноєвропейське садівництво півонії та гіацинти. У 1593 році Клузіус став почесним професором ботаніки у Лейдені; цю посаду він займав до своєї смерті. Одним з важливих досягнень Клузіуса стало створення Лейденського ботанічного саду, другої подібної установи на північ від Альп. Він створив його у похилому віці, у 67 років. У Лейденському ботанічному саду Карл Клузіус посадив декілька цибулин тюльпанів, які були надіслані йому з Константинополя Бусбеком — послом Священної Римської імперії при дворі султана Сулеймана I. Незважаючи на те, що тюльпани були з Центральної Азії та на захід від Константинополя до цього не вирощувалися, вони адаптувалися до кліматичних умов північно-західної Європи. Навесні 1594 а перші тюльпани розцвіли на півночі Нідерландів. Це стало початком голландської індустрії цибулинних рослин.
Карл Клузіус є автором інноваційних, всесвітньо відомих ботанічних публікацій. Його вважають «батьком мікології», через те що у 1601 році він написав першу монографію про гриби. Це був регіональний опис грибної флори Угорщини — «Fungorum in Pannoniis observatorum brevis historia», яке вийшло у загальному томі «Rariorum plantarum historia», яке отримало пізніше назву «Кодексу Клузіуса» («Codex Clusianus»). Клузіус описав 47 «родів» та 105 «видів» грибів, доповнивши опис досить точними акварельними ілюстраціями. Більшість грибів з «Кодексу Клузіуса» можна досить точно ідентифікувати за ілюстраціями.
Карл Клузіус помер у Лейдені 4 квітня 1609 року.

## Наукова діяльність
Карл Клузіус спеціалізувався на мікології,а також на вивченні рослин та тварин. Клузіус описав багато нових рослин та тварин Європи, Азії, Африки, Північної Америки та Південної Америки. Він вперше виділив деякі родини рослин.

## Наукові праці

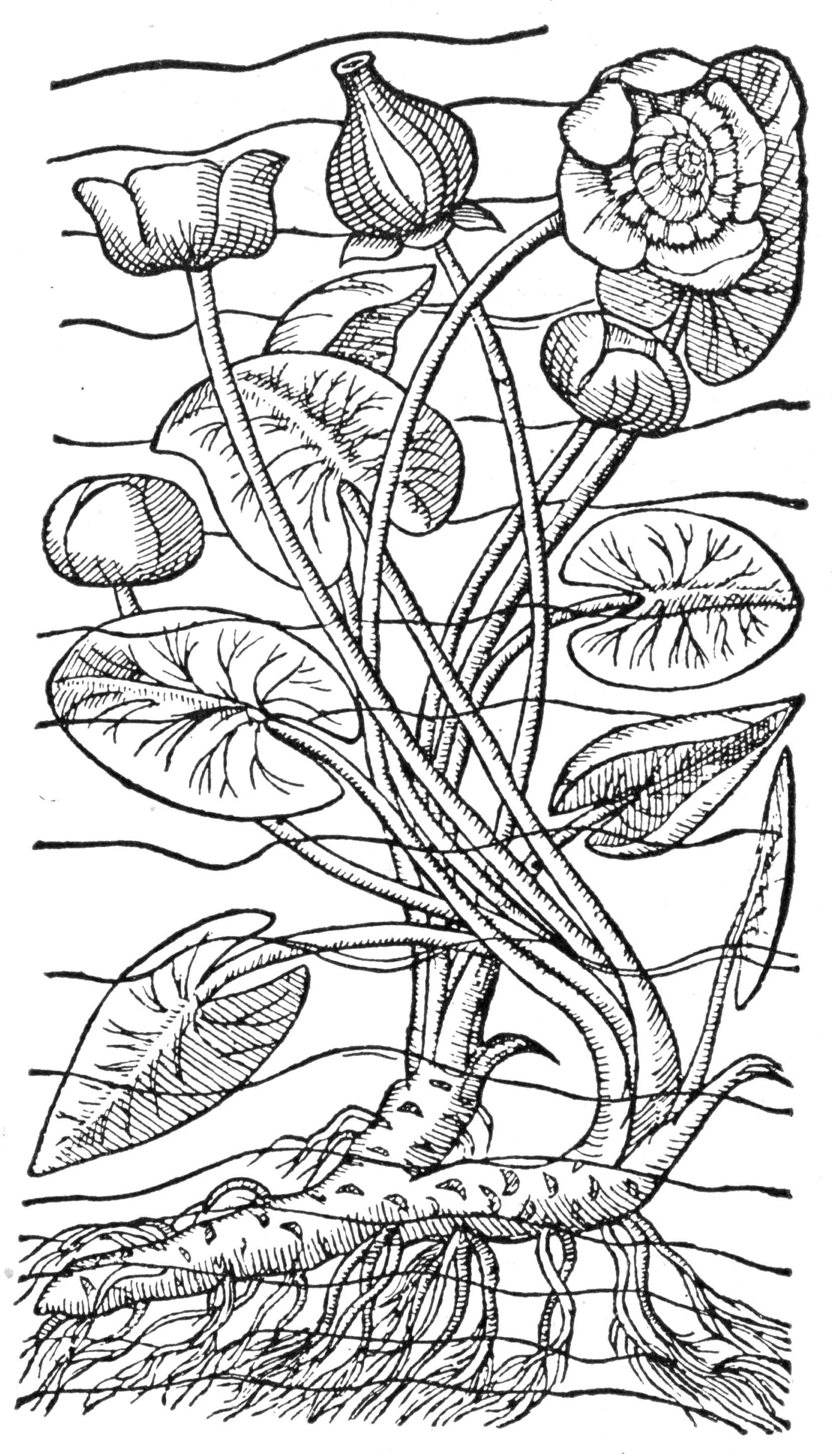
Núphar lútea (Глечики жовті). Ілюстрація з «Rariorum Plantarum Historia» (1601)

- 1561: Antidotarium sive de exacta componendorum miscendorumque medicamentorum ratione ll. III … nunc ex Ital. sermone Latini facti (Antwerpen. Ex officina Plantiniana).
- 1570: Galliae Narbonensis ora marittima (Antwerpen. Abraham Ortelius).
- 1571: Hispania nova descriptio (Antwerpen. Abraham Ortelius).
- 1582: Aliquot notae in Garciae Aromatum historiam (Antwerpen. Ex officina Plantiniana).
- 1583: Rariorum aliquot stirpium, per Pannoniam, Austriam, & vicinas quasdam provincias observatarum historia, IV libris expressa (Antwerpen. Ex officina Plantiniana).
- 1583: Stirpium nomenclator Pannonicus (Nemetvyawarini: Joannes Manlius).
- 1601: Rariorum plantarum historia / Fungorum in Pannoniis observatorum brevis historia. Exoticorum libri decem: quibus animalium, plantarum, aromatum, aliorumque peregrinorum fructuum historiæ discribuntur (Antwerpen. Ex officina Plantiniana apud Ioannem Moretum).
- 1605: Exoticorum libri decem: quibus animalium, plantarum, aromatum, aliorumque peregrin. fructuum historiae describuntur / item Pt. Bellonii Observationes, eodem C.C. interprete (Leiden: Ex officina Plantiniana).
- 1611: Curae posteriores, seu plurimarum non antè cognitarum, aut descriptarum stirpium, peregrinorumque aliquot animalium novae descriptiones: quibus & omnia ipsius opera, aliáque ab eo versa augentur, aut illustrantur: accessit seorsim Everardi Vorstii. .. de eiusdem Caroli Clusii Vita & obitu oratio, aliorumque Epicedia (Leiden & Antwerpen). Ex officina Plantiniana.
- 1619: Summi Galliae Belgicae corographica descriptio posthuma, ed. Joachim Morsius (Leiden: Jac. Marcus).
- 1630: Appendix cultori plantarum exoticarum necessaria. in Herbarium Horstianum (Marburg).

## Вшанування
Шарль Плюм'є назвав на його честь рід рослин Клузія (лат. Clusia) родини Клузієві (лат. Clusiaceae). Згодом ця назва була прийнята Карлом Ліннеєм.
На честь Карла Клузіуса були також названі такі види рослин:
- Amaryllis clusiana Ker Gawl., 1817[24]
- Galanthus clusii Fisch. ex Steud., 1840[25]
- Gentiana clusii E.P.Perrier & Songeon, 1853[26]
- Primula clusii Wiest ex Nyman, 1881[27]
- Primula clusiana Tausch, 1821[28]
- Potentilla clusiana Jacq., 1774[29]
- Potentilla clusiana Geners., 1822[30]
- Rubus clusii Borbás, 1885[31]
- Paeonia clusii Stern & Stearn, 1940[32]
- Achillea clusiana Tausch, 1821[33]
- Doronicum clusii (All.) Tausch, 1828[34]
- Tulipa clusiana Shepherd ex Schult.f., 1830[35]
- Tulipa clusiana Redouté, 1803[36]
- Tulipa clusiana Orph. ex Nyman, 1882[37]
- Auricula-ursi clusiana (Tausch) Soják, 1980[38]
- Tilia clusiana J.Wagner, 1926[39]